# Кастел (Гернси)
Кастел (норманд. Lé Casté, фр. Sainte-Marie-du-Câtel, англ. Castel) — крупнейший по площади приход в Гернси.
Ежегодно в Кастеле проходят Северное Шоу и Битва Цветов.
Церковь Святой Марии известна сохранившимися средневековыми фресками и расположенными во дворе церкви дохристианскими неолитическими менгирами, символизирующими, предположительно, женский символ изобилия.
На гернсийском диалекте жителей Кастела в древности называли «чистокровными ослами» (ânes pur sàng).